# Schwartz Peak
Schwartz Peak är en bergstopp i Antarktis. Den ligger i Västantarktis. Chile och Storbritannien gör anspråk på området. Toppen på Schwartz Peak är 810 meter över havet.
Terrängen runt Schwartz Peak är lite kuperad. Trakten är obefolkad. Det finns inga samhällen i närheten.